# 傅常嫔
傅常嬪（？—1561年），名失考，明朝明世宗朱厚熜之嬪。

## 生平
傅氏的出生及入宮時間均不詳。嘉靖四十年（1561年）四月初十日，「未封宮人傅氏」薨逝，賜號曰常嬪，治喪葬如儀。去世後，傅常嬪葬於西山紅石口。《太常續考》謂：「常嬪劉氏、常嬪楊氏、常嬪張氏、宜妃于氏、康嬪劉氏、常嬪傅氏、常嬪張氏、常嬪楊氏、常嬪劉氏，以上九妃嬪共一墓」。